# György Hidas

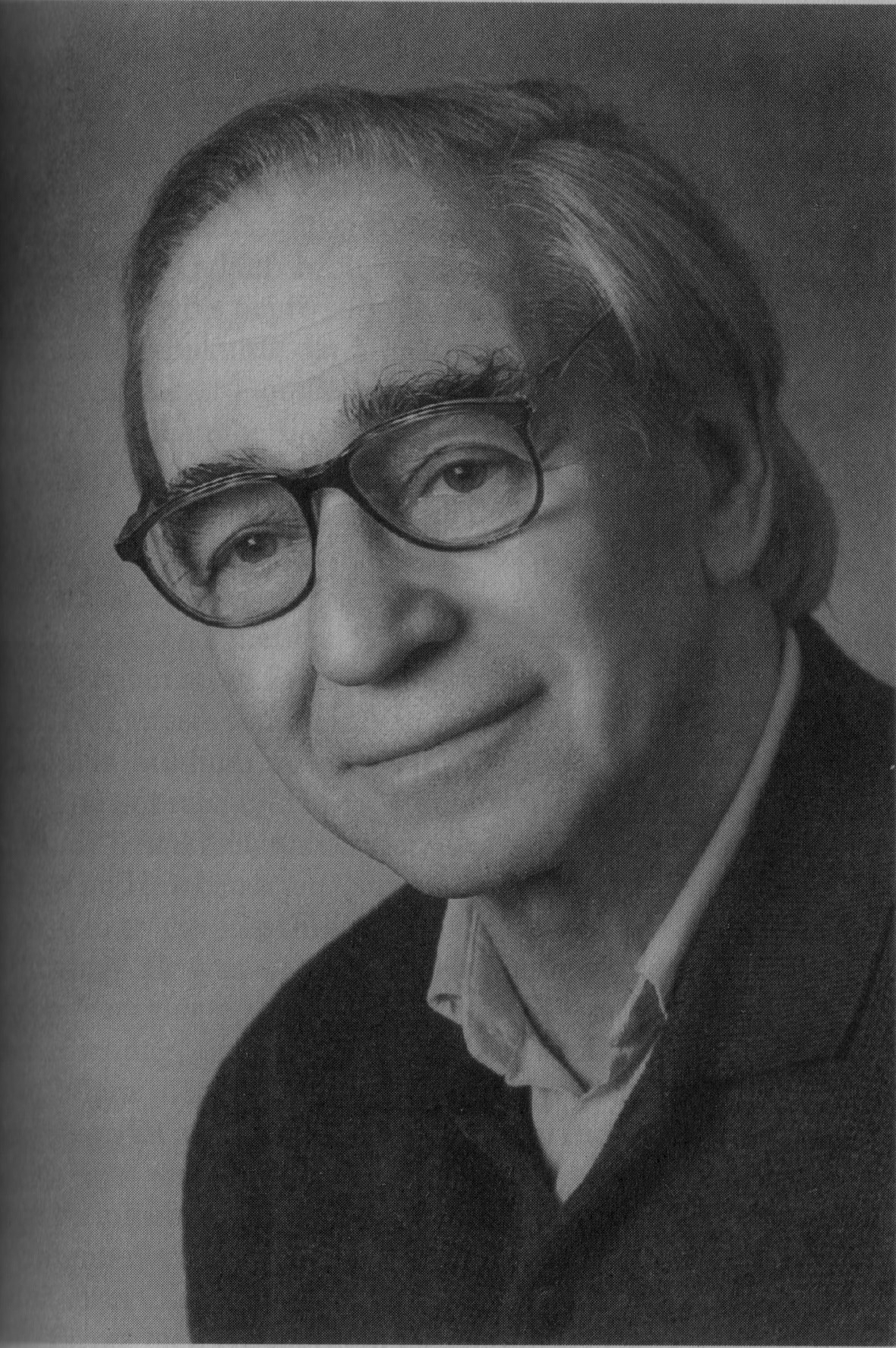
György Hidas ca. 1994

György Hidas (* 1925 in Budapest; † 29. Juli 2012 in Budapest) war ein ungarischer Psychiater, Psychoanalytiker und Fachautor. Hidas war bis zu seiner Pensionierung der Leiter der psychoanalytischen Abteilung des Tündérhegy-Krankenhauses Budapest.

## Leben
György Hidas wurde 1925 mit dem Familiennamen Hennefeld geboren. Er studierte Medizin an der Universität Budapest. Seinen Vater verlor er in der Shoah. Seinen Namen magyarisierte er 1950. Nach der Promotion zum Facharzt für Psychiatrie, erhielt er 1954 eine psychoanalytische Zusatzausbildung. Er war Schüler von Imre Hermann und Mitglied der Ungarischen Psychoanalytischen Vereinigung (Magyar Pszichoanalitikus Egyesület). 
Hidas forschte über das Leben und die Werke von Sándor Ferenczi und wurde 1988 Gründungspräsident der ungarischen Sándor Ferenczi-Gesellschaft (Ferenczi Sándor Egyesület). Auf Konzepten von Hidas und dessen Schüler Jenö Raffai beruhen die Forschungsrichtung und das Therapiekonzept der Mutter-Kind-Bindungsanalyse.
Er versuchte, die Verbindungen zur westlichen Psychiatrie zu halten. So wirft ein Bericht von Michael Geyer in seinem Buch Psychotherapie in Ostdeutschland: Geschichte und Geschichten 1945–1995 (S. 466) ein Schlaglicht auf Hidas Wirken.: 1985 … 14.–17. Oktober V. Symposium der Psychotherapeuthen Sozialistischer Länder in Budapest. Teilnehmer: sechs Delegationen aus der UdSSR, Bulgarien, CSSR, Ungarn, Polen und der DDR (Geyer, König) sowie zwei Beobachterdelegationen aus Kuba und Jugoslawien. Zwischen der sowjetischen und der ungarischen Delegation eskalieren die bereits 1982 bestehenden Meinungsverschiedenheiten über die Notwendigkeit einer westlichen Orientierung der Psychotherapie. Die Russen werden sehr laut. Polen, Deutsche und Tschecheslowaken sind auf Seiten der Ungarn. György Hidas (Ungarn) wird zum neuen Sekretär der Arbeitsgruppe sozialistischer Länder gewählt (der damals für sein Land bereits die provisorische Mitgliedschaft in der International Psychoanalytic Association erreicht hatte).
Hidas bereitete nach der Wende in Ungarn die Aufnahme der Ungarischen Psychoanalytischen Vereinigung in die Internationale Psychoanalytischen Vereinigung mit vor und wurde danach Lehranalytiker.
György Hidas war Vater von drei Kindern.

## Veröffentlichungen (Auswahl)
In ungarischer Sprache:
- A Csoport-pszichoterápia elméleti és gyakorlati kérdései. Band 3 von Pszichológiai műhely, Verlag Akadémiai Kiadó, 1984, ISBN 978-963-05-3401-7.
- Ferenczi - pszichoanalízis - társadalom. in Thalassa, 1990, 1. évf. 1. szám, 5–12. o.
- Ferenczi Sándor: Pszichoanalízis és pedagógia (fordítás). in Thalassa 1990, 1. évf. 1. szám, 76–83. o.
- Ferenczi Sándor: Das klinische Tagebuch von 1932 (recenzió). in Thalassa 1991, 2. évf. 1. szám, 105–109. o.
- György Hidas, Jenő Raffai, Judit Vollner: Lelki köldökzsinór: beszélgetek a kisbabámmal. Band 5 von Élet-világ sorozat, Verlag Válasz, 2002, ISBN 978-963-9461-03-1.

In englischer Sprache:
- Hidas György: Sandor Ferenczi, the Unwelcome Child and His Death Instinct. In: International Journal of Prenatal and Perinatal Psychology and Medicine. Vol. 9, No. 2, 1997.

In deutscher Sprache:
- Hidas, György: Zur Geschichte der Psychoanalyse in Ungarn. In: Hans Lobner (Hrsg.): Psychoanalyse heute. Festschrift zum 60. Geburtstag von Harald Leupold-Löwenthal. Wien 1986, 243–253.
- Hidas, György: Psychoanalytischer Lebenslauf. In: Ludger M. Hermanns (Hrsg.): Psychoanalyse in Selbstdarstellungen. Band 2, Tübingen 1994, S. 231–275.
- Hidas, György: Die Psychoanalyse und ihre Schicksale in Ungarn. Sigmund-Freud-Haus-Bulletin, Wien 1994, V-11/12, S. 1–12.
- Hidas György: Mutter-Fötus-Bindungsanalyse. In: International Journal of Prenatal and Perinatal Psychology and Medicine. Vol. 13, 2001.
- Hidas György, Jenö Raffai: Nabelschnur der Seele. Psychoanalytisch orientierte Förderung der vorgeburtlichen Bindung zwischen Mutter und Baby. Psychosozial, Gießen 2006, ISBN 978-3-89806-458-3.

## Ehrungen
- 2009 Oláh Gusztáv Életműdíj (Gusztáv Oláh-Preis für das Lebenswerk) der Magyar Pszichiátriai Társaság (Ungarischen Psychiatrischen Gesellschaft)[8]